# Середня Хортиця
Сере́дня Хо́ртиця (інша назва — Бабурка) — річка в Україні, в межах Нікопольського району Дніпропетровської області (витоки) і Запорізького району Запорізької області. Права притока Дніпра (басейн Чорного моря). 

## Опис

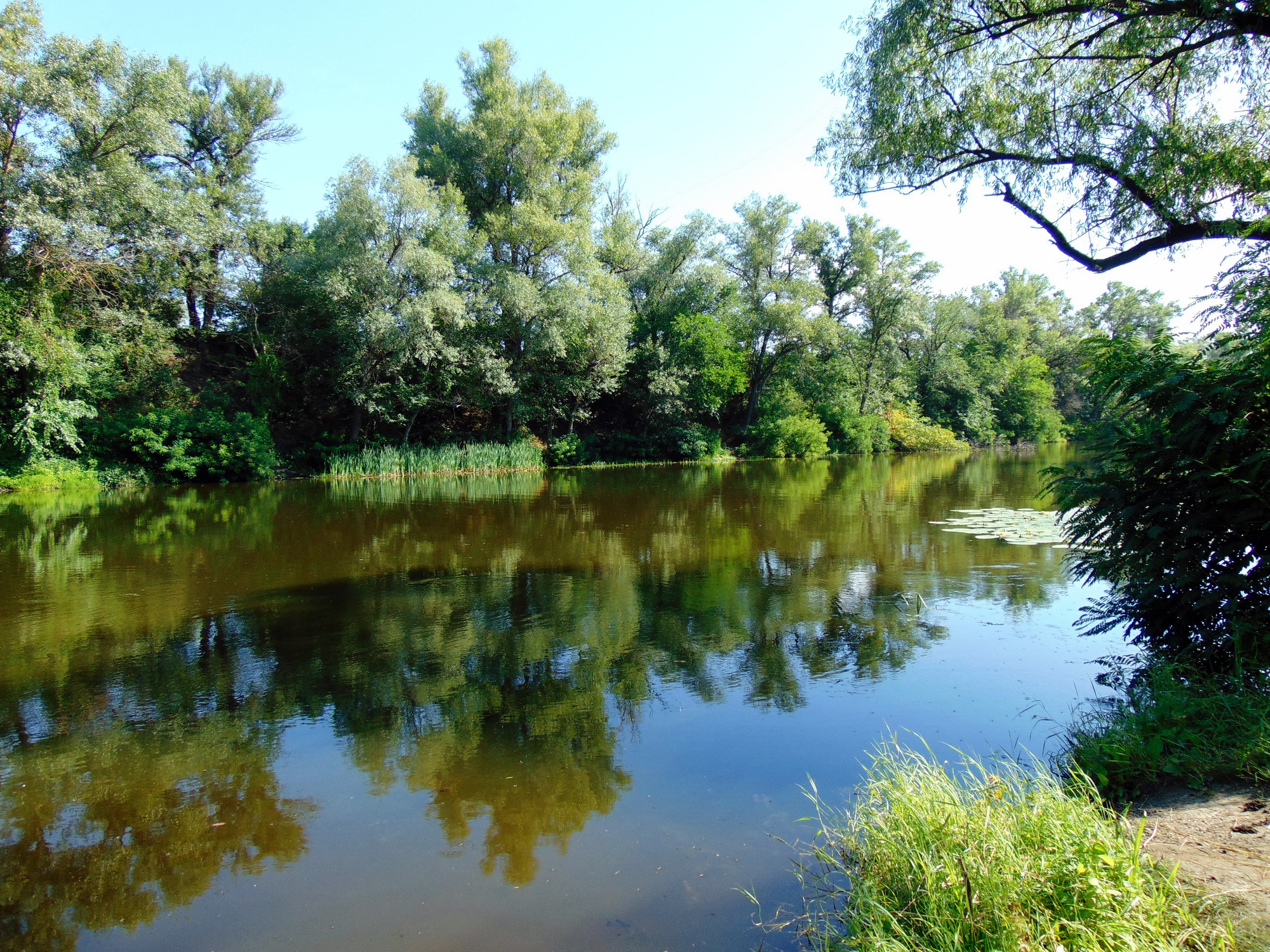
У гирлі р.Середня Хортиця

Довжина річки 30 км. Долина у верхів'ї неглибока, з пологими схилами, у пониззі — балкоподібна. Річище слабозвивисте, часто пересихає. Споруджено кілька ставків. Другу назву Бабурка отримала по прізвищу козака Івана Бабури, який тут проживав наприкінці XXIII ст. Річка вузька та очеретувата. На 9,5 км від гирла спостерігається течія, круті схили долини в пониззі вкриті густим лісом.  

## Розташування
Середня Хортиця бере початок на схід від села Володимирівки. Розташована за 6,5 км нижче гирла Верхньої Хортиці. Тече спершу на північний схід, біля села Новослобідки повертає на південний схід. Впадає до Дніпра (Старого Дніпра) навпроти південно-західної частини острова Хортиці. 

## З історії

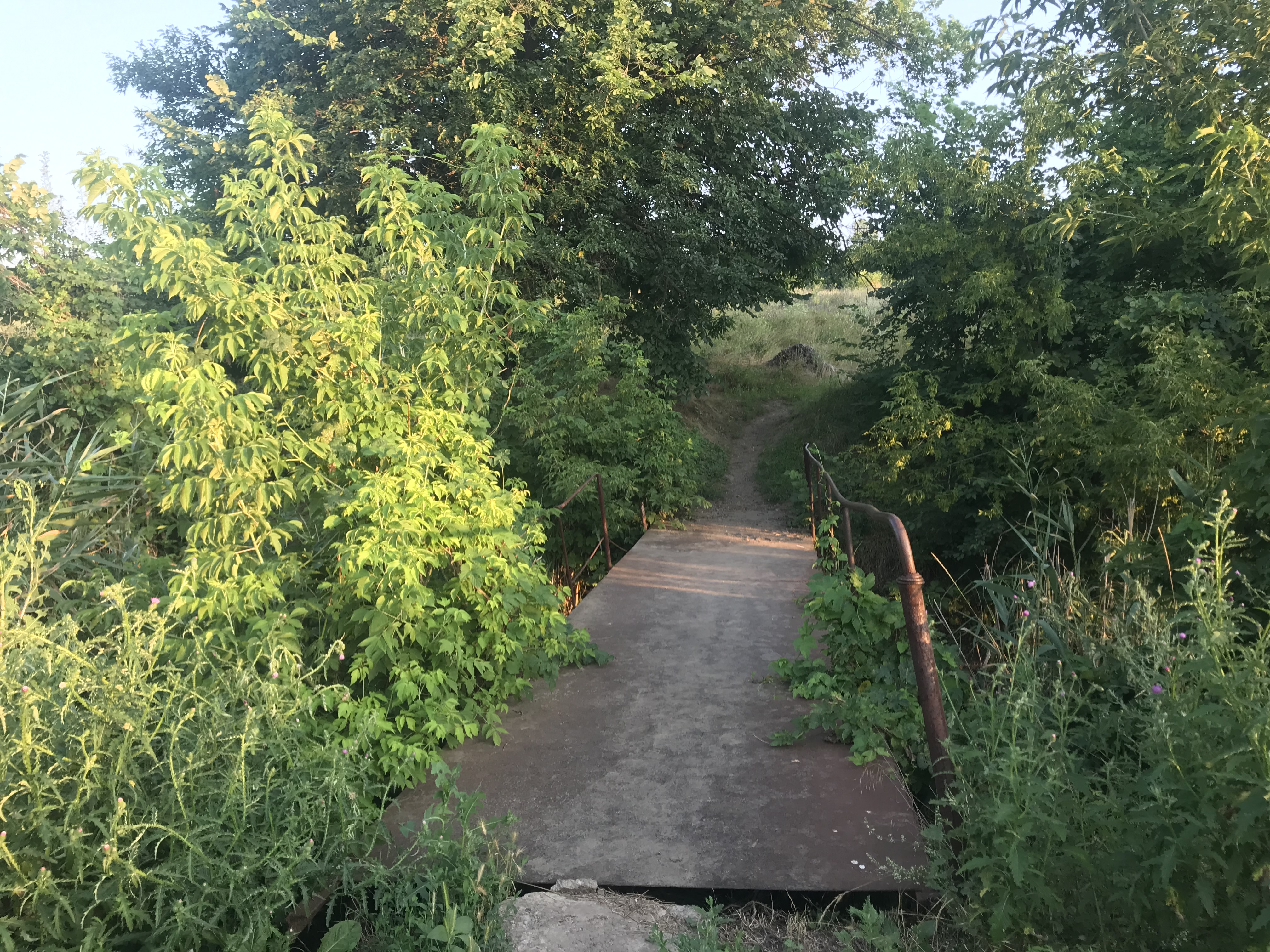
Місток через річку до Новослобідки

З давніх часів річка Середня Хортиця відігравала значну роль у війнах запорожців із татарами, бо тільки нею та іншими двома Хортицями (Верхньою та Нижньою) можна було підступитися до перевозів на острів Хортицю непомітно, адже всі береги усіх трьох річок заростали великими дубовими гаями. За часів кошового Сагайдачного навпроти Січi, в гирлі Середньої Хортиці, що впадала в затоку з піскуватими берегами, стояли всі запорізькі військові чайки. Тут же вони лагодилися і навіть будувалися нові. Це підтверджується тим, що на цьому місці і тепер, коли весняні води змивають піски берега, з-під піску археологи дістають залишки запорізьких чайок. Після знищення Січі й заселення Запорізьких земель іноземцями, люди згадували: Середня Хортиця ще багата рибою і вкрита від берегів очеретами. Нині річка забруднена й дуже обміліла, над нею подекуди замість колишніх дубових гаїв зведені цегляні будинки з розмальованими парканами. 

## Природно-заповідний фонд
У гирлі річки в 1980 році створено ботанічний заказник місцевого значення «Солов'їний гай», площею 45 га. Заказник перебуває у віданні ДП «Запорізьке лісомисливське гоподарство».